# Duello di spie
Duello di spie (The Scarlet Coat) è un film del 1955 diretto da John Sturges.
È un film di guerra a sfondo storico statunitense con Cornel Wilde, Michael Wilding e George Sanders. È ambientato nel 1780 ed è basato sugli eventi della guerra d'indipendenza americana riguardanti Benedict Arnold, generale dell'esercito americano che tradì e passò al nemico.

## Produzione
Il film, diretto da John Sturges su una sceneggiatura di Karl Tunberg, fu prodotto da Nicholas Nayfack per la Metro-Goldwyn-Mayer e girato negli stabilimenti della Metro-Goldwyn-Mayer a Culver City, California, e a Tarrytown, New York, dal 25 ottobre a metà dicembre 1954. Il soggetto si ispira alla storia originale Betrayal on the Hudson di Hollister Noble e Sidney Harmon. Il film doveva originariamente essere interpretato da Stewart Granger (nel ruolo di John Boulton) e diretto da Robert Pirosh.

## Distribuzione
Il film fu distribuito con il titolo The Scarlet Coat negli Stati Uniti dal 19 agosto 1955 (première a New York il 30 luglio) al cinema dalla Metro-Goldwyn-Mayer.
Altre distribuzioni:
- in Germania Ovest il 15 marzo 1956 (Der scharlachrote Rock)
- in Finlandia il 1º giugno 1956 (Tulipunainen viitta)
- in Svezia l'11 giugno 1956 (I hemlig tjänst)
- in Portogallo l'11 luglio 1956 (A Casaca Vermelha)
- in Francia il 4 dicembre 1957 (Duel d'espions)
- in Austria (Der scharlachrote Rock)
- in Brasile (A Túnica Escarlate)
- in Grecia (Stratige, eisai prodotis)
- in Italia (Duello di spie)
- in Venezuela (Duelo de espías)

## Critica
Secondo il Morandini il film è un "polpettone in costume" che risulta "greve, lento e verboso".